# Melomane
(Ugo Ojetti. da Cose viste, Sansoni)
Melòmane è una persona che nutre una viscerale passione per l'opera lirica o per la musica in generale. Deriva dal greco mèlos (musica) e manìa (furore).
Sovente viene arbitrariamente utilizzato come indicazione generica di amante della musica, anche se, in questo caso, sarebbe più opportuno parlare di musicòmane (aggettivo solitamente scherzoso), o musicòfilo (nel senso proprio e generale di colui che ama tutta la musica colta: barocca, sinfonica, operistica, sacra, contemporanea, etc.).

## Melomane: storia e definizione
Il termine melomane viene interpretato con differenti accezioni, talvolta d'ammirazione, talvolta di scherno. L'appassionato di lirica si riconosce volentieri in questa parola, giudicata alla stregua di un complimento in quanto viene applicata l'equazione per la quale melomane è sinonimo di esperto o di intenditore del repertorio lirico. Non tutti, però, sono del medesimo avviso. Fra i cultori della musica sinfonica, ad esempio, vi è chi non gradisce questa espressione, in quanto attribuisce a questo termine una connotazione finanche negativa. Per costoro, melomane significa pignolo all'eccesso, se non, addirittura, saccente, petulante, borioso, perfino intollerante.
Tutto questo nasce dal fatto che, agli occhi di taluni amanti della musica sinfonica, i melomani sono certamente degli appassionati, ma appassionati del brutto, non del bello. Se i primi amano ascoltare un concerto dedicandosi a cogliere le intenzioni interpretative del direttore, perdonando - entro certi limiti - qualche eventuale svista tecnica dei professori d'orchestra, i secondi paiono invece affannarsi nella ricerca dell'errore. Come ironicamente diceva l'Ojetti, il melomane darebbe l'impressione di appassionarsi più per una stonatura del cantante (la cosiddetta "stecca") piuttosto che per un'aria ben cantata. Questo non è vero, poiché non vi sono dubbi che il melomane ami e goda la grande interpretazione lirica, ma è altrettanto vero che da alcuni famosi teatri operistici, anche a causa dell'enfasi con cui i mass media se ne sono occupati, è pervenuta proprio questa sensazione. Talvolta sembra che questi "iper-appassionati" di lirica se ne stìano in agguato ad attendere "la preda", cioè lo sfortunato cantante di turno, per coprirlo di fischi alla prima imperfezione.

## Aneddoti sull'ardore dei loggionisti
Come detto, i media parlano volentieri dei melomani, spesso identificati col termine loggionisti, senza risparmiare enfasi e clamore, dopo che questi hanno compiuto una delle loro rimostranze nei confronti di un interprete non ritenuto all'altezza della situazione. La letteratura operistica è ricchissima di esempi che hanno riguardato cantanti anche molto famosi.
Uno degli episodi passati oramai alla storia interessò il soprano Katia Ricciarelli, quando, nel 1989, durante una recita di Luisa Miller, fu pesantemente fischiata dal loggione del Teatro alla Scala di Milano. Non è mai stato del tutto chiarito se quei fischi scaturissero, per intero, da effettivi demeriti della cantante, oppure fossero alimentati, in parte, dall'ostilità di alcuni melomani "ortodossi" verso un'artista rea, ai loro occhi, d'aver profanato la nobile arte lirica che essa incarnava, dandosi in moglie al più popolare conduttore della televisione italiana, cioè Pippo Baudo. La Ricciarelli prese molto male quei fischi e, rivolta ai suoi feroci oppositori, gridò: «Dio vi stramaledica!». Il caos in teatro, inevitabilmente, crebbe, al punto che lo stesso Pippo Baudo, visibilmente alterato, ebbe un alterco con uno dei loggionisti e gli diede uno schiaffo, dopo di che la vittima gridò: "prima morto anziché autocritico".
In tempi meno lontani, ha suscitato clamore l'improvviso abbandono del palcoscenico, a spettacolo in corso, del tenore Roberto Alagna, sempre alla Scala di Milano, durante una recita di Aida. L'episodio è avvenuto il 10 dicembre 2006. Alagna vestiva i panni del guerriero Radames, e, subito dopo la celebre aria "Celeste Aida", ha abbandonato clamorosamente la scena a causa dei fischi e dei "buu" del Loggione. L'episodio ha avuto un lungo strascico di polemiche che hanno interessato soprattutto l'avventato cantante italo-francese il quale, nelle ore e nei giorni successivi, ha tentato di rimediare al suo comportamento, giudicato, non soltanto dagli addetti ai lavori, poco professionale.
Quella dei fischi è una tradizione antica: sono stati fischiati anche artisti leggendari come Maria Callas, Renata Tebaldi, Luciano Pavarotti, Carlos Kleiber, Claudio Abbado o Lorin Maazel, solo per citarne alcuni.

## Analogie tra i Melomani e i Loggionisti

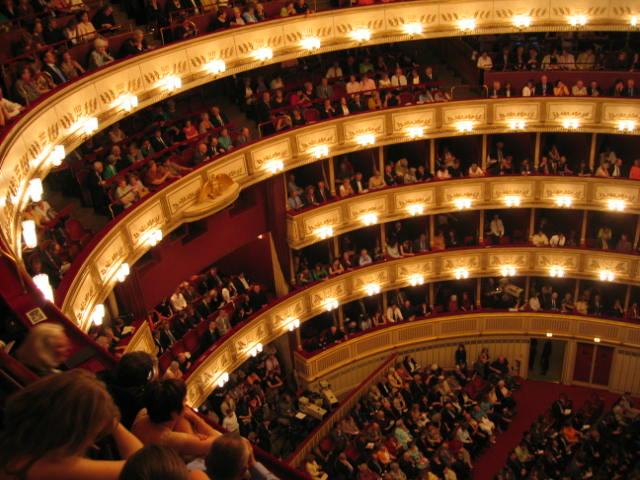
Scorcio d'interno dell'Opera di Stato di Vienna. Si riconosce la platea, i tre ordini di gallerie, il Palco Reale e, in alto, i due ordini di loggione

Come detto, il loggione è il luogo dal quale i melomani preferiscono seguire lo spettacolo.
Per antica vocazione, il loggione offre i posti più economici dell'intero Teatro. Oltre alle normali poltroncine, sono disponibili anche posti in piedi - non prenotabili - la cui vendita inizia immediatamente prima dello spettacolo (da mezz'ora a un'ora, o poco più, secondo la tradizione dei singoli teatri). Le ragioni che spingono i melomani a preferire il loggione, rispetto alla platea o alle gallerie, sono molteplici. Il loggione, per la sua posizione rialzata, così vicina al soffitto (anche per questo è soprannominato piccionaia), rappresenta la tribuna ideale dalla quale i melomani, giudici severi, possono dominare - anche in senso fisico - l'intero teatro.
Inoltre il loggione è quasi sempre costituito da un grande e unico balcone arcuato, senza particolari interruzioni o separazioni architettoniche: questo conferisce ancor di più l'aspetto di "trincea" nella quale l'attento gruppo dei melomani si "barrica" per prepararsi allo spettacolo, armato di fischi, di "buu", ma anche di applausi scroscianti e fiori da donare agli artisti ritenuti più meritevoli.
L'ultimo aspetto è legato al costo del biglietto. Come s'è detto, il loggione offre i prezzi più economici. Il vero appassionato non si limita ad assistere ad uno sporadico spettacolo: quando un teatro mette in cartellone una nuova opera lirica, questa consta di diverse repliche: il melomane assiste a tutte. Pertanto, il preferire biglietti o, più frequentemente, abbonamenti economici, non deriva da un eccesso di parsimonia, ma dalla necessità di poter essere a teatro praticamente tutte le sere.
In virtù di queste considerazioni, ci appare chiaro come i termini melomane e loggionista siano diventati sinonimi; è opportuno precisare però che non tutti i loggionisti (intesi come la totalità degli spettatori del loggione) sono necessariamente melomani.